# Новочерниговка
Новочерниговка — село в Озинском районе Саратовской области, в составе сельского поселения Первоцелинное муниципальное образование. 
Село расположено на реке Большой Камышлак, примерно в 48 км по прямой в северо-восточном направлении от районного центра посёлка Озинки (53 км по автодорогам).
Население - 448 (2010)

## История
Населённый пункт упоминается в Списке населённых мест Самарской губернии по сведениям за 1889 год. Согласно Списку переселенческая деревня Черниговка значится в составе Кузябаевской волости, основана в 1884 году. Земельный надел составлял 743 десятины удобной и 138 неудобной земли. В деревне проживало 923 души обоего пола. Впоследствии деревня передана в состав Нижне-Покровскую волость.
Согласно Списку населённых мест Самарской губернии 1910 года в селе Черниговка Нижне-Покровской волости проживало 778 мужчин и 753 женщины, бывшие государственные крестьяне, переселенцы, малороссы, православные, в селе имелись церковь, школа, проводились 3 ярмарки.

## Население
Динамика численности населения по годам:
| Годы      | 1889 | 1897 | 1910 | 2002 |
| --------- | ---- | ---- | ---- | ---- |
| Население | 923  | 880  | 1531 | 607  |

| 2002 | 2010 |
| ---- | ---- |
| 604  | ↘448 |